# Maculinea supraddenda
Maculinea supraddenda är en fjärilsart som beskrevs av Ruggero Verity 1943. Maculinea supraddenda ingår i släktet Maculinea och familjen juvelvingar. Inga underarter finns listade i Catalogue of Life.